# Perth Glory
Perth Glory Football Club este un club de fotbal, din Perth, Australia care evoluează în A-League.

## Lotul actual în A-League
| Nr. |               | Poziție | Jucător               |
| --- | ------------- | ------- | --------------------- |
| 1   | Australia     | P       | Tando Velaphi         |
| 3   | Australia     | F       | Jamie Coyne           |
| 4   | Anglia        | F       | Andy Todd             |
| 5   | Australia     | A       | Jamie Harnwell        |
| 7   | Australia     | M       | Jacob Burns (căpitan) |
| 8   | Țările de Jos | M       | Victor Sikora         |
| 9   | Australia     | A       | Tommy Amphlett        |
| 11  | Serbia        | A       | Branko Jelic          |
| 12  | Australia     | F       | Scott Neville (Youth) |
| 13  | Australia     | M       | Scott Bulloch         |

| Nr. |                   | Poziție | Jucător                   |
| --- | ----------------- | ------- | ------------------------- |
| 14  | Scoția            | M       | Steven McGarry            |
| 15  | Australia         | M       | Howard Fondyke (Youth)    |
| 16  | Australia         | M       | Adriano Pellegrino        |
| 17  | Australia         | M       | Todd Howarth              |
| 18  | Australia         | F       | Brent Griffiths (Youth)   |
| 19  | Australia         | F       | Naum Sekulovski           |
| 20  | Macedonia de Nord | P       | Aleks Vrteski             |
| 21  | Australia         | A       | Mile Sterjovski (Marquee) |
| 23  | Australia         | M       | Andrija Jukic             |
| 26  | Australia         | A       | Ludovic Boi (Youth)       |

## Lotul actual în W-League
| Nr. |              | Poziție | Jucător           |
| --- | ------------ | ------- | ----------------- |
| 1   | Australia    | P       | Emma Wirkus       |
| 3   | Țara Galilor | F       | Carys Hawkins     |
| 4   | Australia    | A       | Sam Kerr          |
| 5   | Australia    | M       | Shannon May       |
| 6   | Australia    | M       | Ella Mastrantonio |
| 7   | Australia    | F       | Elissia Canham    |
| 8   | Australia    | F       | Tanya Oxtoby      |
| 9   | Australia    | M       | Dani Calautti     |
| 11  | Australia    | A       | Lisa De Vanna     |

| Nr. |                            | Poziție | Jucător           |
| --- | -------------------------- | ------- | ----------------- |
| 13  | Australia                  | M       | Elisa D'Ovidio    |
| 14  | Australia                  | M       | Collette McCallum |
| 15  | Australia                  | F       | Teigan Allen      |
| ??  | Statele Unite ale Americii | F       | Alex Singer       |
| 16  | Australia                  | F       | Sadie Lawrence    |
| 17  | Australia                  | M       | Marianna Tabain   |
| 18  | Australia                  | A       | Ellis Glanfield   |
| 19  | Australia                  | M       | Katarina Jukic    |
| 20  | Australia                  | A       | Zoe Palandri      |
| 21  | Australia                  | A       | Caitlin Foord     |

- Antrenor: John Gibson
- Căpitan: Tanya Oxtoby

## Palmares
- NSL
  - Campioana (2) (Finals Series Winners): 2003, 2004
  - Finalista (2) (Losing Grand Finalist): 2000, 2002
  - Premier (3) (League Winners): 2000, 2002, 2004
- A-League
  - Finalista (2) (Pre-Season Cup): 2005, 2007

## Diverse
Datorită anului de înființare al clubului australian (1996), suporterii din Perth folosesc pe steagurile lor emblema echipei Hannover 96  (fondată cu 100 de ani înainte, 1896), însă nu în verde, ca originalul hanoveran, ci în violet – după culoarea clubului australian. Prin aceasta ei vor să exprime  rolul de exemplu pe care îl are pentru ei Bundesliga – cu pasiunea și fidelitatea suporterilor ei.
Deja dinaintea primului steag, care a fost creat prima dată artizanal în octombrie 2012,a existat însă o legătură cu Hannover 96,  în figura portarului australiano-croat Franck Juric, care a jucat din 2004-2008 la Hanovra și a terminat cariera lui fotbalistică în Australia, la Perth Glory. Suporterii însă nu au știut aceasta până când nu a venit primul indiciu din Hanovra, după ce suporterii hanoverani au descoperit cu surprindere emblema lor într-un stadion australian.